# إم. هوارد لي
إم. هوارد لي (بالإنجليزية: M. Howard Lee) هو مدرس وفيزيائي أمريكي، ولد في 21 مايو 1937 في بوسان في كوريا الجنوبية، وتوفي في 18 نوفمبر 2016.